# کاتن سنتر (آریزونا)
کاتن سنتر (به انگلیسی: Cotton Center) یک منطقهٔ مسکونی در ایالات متحده آمریکا است که در آریزونا واقع شده‌است. کاتن سنتر ۲۱۸ متر بالاتر از سطح دریا واقع شده‌است.